# توماس پینو
توماس پینو (انگلیسی: Thomas Pinault؛ زادهٔ ۴ دسامبر ۱۹۸۱) بازیکن فوتبال اهل فرانسه است.
از باشگاه‌هایی که در آن بازی کرده‌است می‌توان به باشگاه فوتبال کراولی تاون، باشگاه فوتبال کولچستر یونایتد، باشگاه فوتبال کن، باشگاه فوتبال گریمزبی تاون، و باشگاه فوتبال برنتفورد اشاره کرد.